# Cnephasia quentini
Cnephasia quentini is een vlinder uit de familie bladrollers (Tortricidae). De wetenschappelijke naam voor deze soort is voor het eerst geldig gepubliceerd in 2008 door Karisch.
De soort komt voor in tropisch Afrika.